# جیوان تر-تادئوسیان
جیوان گورگنی تر-تادئوسیان (جون) (ارمنی: Ջիվան Գուրգենի Տեր-Թադևոսյան (Ջոն)؛ زاده ۱۴ سپتامبر ۱۹۲۶ - درگذشته ۲۷ ژوئن ۱۹۸۸) آهنگساز اهل ارمنستان بود.

## زندگی‌نامه
وی در ۱۴ سپتامبر ۱۹۲۶ در ایروان در به دنیا آمد و از کنسرواتوار دولتی کومیتاس ایروان فارغ‌التحصیل گشت. وی همچنین برنده جوایزی همچون چهره هنری شایسته ارمنستان شوروی شد. وی در ۲۷ ژوئن ۱۹۸۸ در سن ۶۱ سالگی در ایروان درگذشت.